# Dichotomius planicollis
Dichotomius planicollis là một loài bọ cánh cứng trong họ Bọ hung (Scarabaeidae).